# Joe Mixon
Joe Mixon (Oakley, 24 luglio 1996) è un giocatore di football americano statunitense che milita nel ruolo di running back per gli Houston Texans della National Football League (NFL).

## Carriera

### Cincinnati Bengals
Mixon al college giocò a football con gli Oklahoma Sooners dal 2015 al 2016. In precedenza era stato sospeso dalla squadra per l'intera stagione 2014 dopo essere stavo coinvolto in un caso di aggressione contro una donna. Fu scelto dai Cincinnati Bengals nel corso del secondo giro (48º assoluto) del Draft NFL 2017.

#### Stagione 2017
Mixon debuttò come professionista subentrando nella gara del primo turno contro i Baltimore Ravens correndo 9 yard su 8 tentativi. Il primo touchdown lo segnò nella settimana 5 contro i Buffalo Bills. Nel dodicesimo turno disputò la miglior prova stagionale con 116 yard corse e un touchdown nella vittoria sui Cleveland Browns.

#### Stagione 2018
Nel quinto turno della stagione 2018 Mixon segnò il primo touchdown su ricezione in carriera contribuendo alla vittoria in rimonta contro i Miami Dolphins. La sua stagione si chiuse con 1.168 yard corse e 8 touchdown.

#### Stagione 2019
Nel nono turno del 2019 Mixon disputò la miglior prova stagionale correndo 146 yard e segnando un touchdown contro i Cleveland Browns.

#### Stagione 2020
Nella settimana 4 della stagione 2020 Mixon corse un massimo stagionale di 151 yard con i Bengals che colsero la prima vittoria contro i Jacksonville Jaguars, venendo premiato come giocatore offensivo della AFC della settimana e come running back della settimana.

#### Stagione 2021
Nella prima gara della stagione 2021 Mixon fu premiato come running back della settimana dopo avere corso 127 yard e un touchdown nella vittoria ai tempi supplementari contro i Minnesota Vikings. Tornò a superare le 100 yard corse con 123 e 2 touchdown nell'11º turno, venendo di nuovo premiato come running back della settimana. La settimana successiva corse 165 yard e 2 touchdown nella vittoria su Pittsburgh, vincendo il titolo di giocatore offensivo della AFC della settimana. A fine stagione fu convocato per il suo primo Pro Bowl dopo essersi classificato terzo nella NFL con 1.205 yard corse e quarto con 13 touchdown su corsa. Il 13 febbraio 2022 i Bengals si arresero ai Los Angeles Rams nel Super Bowl LVI perdendo per 23-20, in una gara in cui Mixon corse 72 yard e passò anche un touchdown.

#### Stagione 2022
Nel nono turno della stagione 2022, Mixon stabilì un record di franchigia segnando 5 touchdown nella stessa partita (4 su corsa e uno su ricezione) nella vittoria sui Carolina Panthers per 42-21. La sua partita si chiuse con un nuovo primato personale di 211 yard dalla linea di scrimmage. Per questa prestazione fu premiato come giocatore offensivo della AFC della settimana e come running back della settimana. Nel divisional round, in un Highmark Stadium innevato, fu determinante nella vittoria sui Buffalo Bills correndo 105 yard e un touchdown nel 27-10 finale.

#### Stagione 2023
Nella stagione 2023 Mixon non superò le cento yard corse in una gara fino all'ultima ininfluente partita con i Browns, in cui ne corse 111 con un touchdown nella vittoria per 31-14.

### Houston Texans

#### Stagione 2024
L'11 marzo 2024 Mixon fu scambiato con gli Houston Texans. Il giorno successivo firmò un nuovo contratto triennale del valore di 27 milioni di dollari. Nella prima partita con la nuova maglia corse 159 yard su 30 possessi e segnò un touchdown nella vittoria sui Colts. Le sue 178 yard dalla linea di scrimmage furono il massimo per un running back dei Texans da Lamar Miller nel 2016 e per questa prestazione fu premiato come miglior giocatore offensivo della AFC della settimana e, per la sesta volta in carriera, come running back della settimana. Saltò tuttavia le quattro gare successive per un infortunio alla caviglia, tornando in campo nel sesto turno contro i Patriots in cui corse 103 yard e un touchdown nella vittoria per 41-21. La settimana successiva corsa 115 yard e 2 touchdown ma i Texans furono sconfitti negli ultimi secondi dai Green Bay Packers. Nell'ottavo turno corse 102 yard e un touchdown nella vittoria sui Colts.
Nella settimana 13 Mixon divenne il primo giocatore della storia a correre 100 yard e a segnare un touchdown per sei gare in trasferta consecutive. A fine stagione fu convocato per il suo secondo Pro Bowl. Nel primo turno di playoff corse 106 yard nella vittoria sui Los Angeles Chargers.

## Statistiche

### Stagione regolare
| 2017   | CIN    | 14 | 7  | 178   | 626   | 3,5 | 25 | 4  | 30  | 287   | 9,6 | 67 | 0  | 3 | 2 |
| 2018   | CIN    | 14 | 13 | 237   | 1.168 | 4,9 | 51 | 8  | 43  | 296   | 6,9 | 21 | 1  | 0 | 0 |
| 2019   | CIN    | 16 | 15 | 278   | 1.137 | 4,1 | 41 | 5  | 35  | 287   | 8,2 | 33 | 3  | 0 | 0 |
| 2020   | CIN    | 6  | 6  | 119   | 428   | 3,6 | 34 | 3  | 21  | 138   | 6,6 | 19 | 1  | 1 | 1 |
| 2021   | CIN    | 16 | 16 | 292   | 1.205 | 4,1 | 32 | 13 | 42  | 314   | 7,5 | 52 | 3  | 2 | 1 |
| 2022   | CIN    | 9  | 9  | 151   | 585   | 3,9 | 31 | 6  | 38  | 272   | 7,2 | 35 | 2  | 0 | 0 |
| Totale | Totale | 75 | 66 | 1.255 | 5.149 | 4,1 | 51 | 39 | 209 | 1.594 | 7,6 | 67 | 10 | 6 | 4 |

### Playoff
| 2021   | CIN    | 4 | 4 | 67 | 262 | 3,9 | 23 | 1 | 18 | 107 | 6,9 | 21 | 0 | 0 | 0 |
| Totale | Totale | 4 | 4 | 67 | 262 | 3,9 | 23 | 1 | 18 | 107 | 6,9 | 21 | 0 | 0 | 0 |

Fonte: Football Database
In grassetto i record personali in carriera — Statistiche aggiornate alla settimana 9 della stagione 2022

## Palmarès

### Franchigia
- American Football Conference Championship: 1

Cincinnati Bengals: 2021

### Individuale
- Convocazioni al Pro Bowl: 2

2021, 2024
- Giocatore offensivo della AFC della settimana: 4

4ª del 2020, 12ª del 2021, 9ª del 2022, 1ª del 2024
- Running back della settimana: 6

4ª del 2020, 1ª, 11ª e 12ª del 2021, 9ª del 2022, 1ª del 2024